# Kølstrup Kirke
Kølstrup Kirke er en kirke i landsbyen Kølstrup nær Kertinge Nors sydkyst på Nordøstfyn.

## Galleri
- Kølstrup Kirke fra vest
- Kølstrup Kirke fra nordøst
- Kølstrup Kirke fra øst

- Kølstrup Kirke fra sydøst
- Kølstrup Kirkes tårn fra nord
- Reliefsten i Kølstrup Kirkes sydvæg

- Reliefsten i Kølstrup Kirkes vestvæg
- Kølstrup Kirkes lighus
- Mindesten ved Kølstrup Kirke for præsten Poul Bagger
- Kølstrup Præstegård